# Gornje Dvorišće
Gornje Dvorišće je vesnice v Chorvatsku v Záhřebské župě. Je součástí opčiny Brckovljani, od jejíhož stejnojmenného střediska se nachází 1 km jihozápadně. Nachází se asi 5 km severovýchodně od města Dugo Selo a 26 km východně od centra Záhřebu. V roce 2011 zde žilo 66 obyvatel, přičemž počet obyvatel oproti roku 2001 (kdy zde žilo 335 obyvatel) prudce klesl.
Vesnicí Gornje Dvorišće protéká potok Zelina. 

## Sousední vesnice
| Růžice kompasu | Hrebinec       |                 | Brckovljani | Růžice kompasu |
| Růžice kompasu | Donje Dvorišće | Sever           |             | Růžice kompasu |
| Růžice kompasu | Donje Dvorišće | Gornje Dvorišće |             | Růžice kompasu |
| Růžice kompasu | Donje Dvorišće | Jih             |             | Růžice kompasu |
| Růžice kompasu | Božjakovina    |                 |             | Růžice kompasu |